# Río Monleón
El río Monleón (en valenciano riu Montlleó y en aragonés río Seco) es un río del este de la península ibérica que hace de límite entre las tierras de Aragón y de la Comunidad Valenciana (España), delimitadas por los términos municipales de Puertomingalvo y Mosqueruela (en la provincia de Teruel), y de Vistabella del Maestrazgo (en la provincia de Castellón). 

## Curso
El Monleón nace en las tierras aragonesas de la comarca Gúdar-Javalambre, más concretamente en la población de Puertomingalvo. El nacimiento del río se produce a más de 1.300 metros de altitud, formando un gran cañón en su unión con la rambla de la Viuda (afluente del río Mijares), a la altura de los términos municipales de Culla y Benafigos, (en la provincia de Castellón). 
Aunque el río no suele llevar agua la mayor parte del año, ésta se hace visible en las épocas de lluvias propias del otoño o la primavera, así como en el deshielo producido por las fuertes nevadas.